# Болото (гідрологічний заказник)
Боло́то — гідрологічний заказник місцевого значення в Україні. Розташований у межах Рогатинської міської громади Івано-Франківського району Івано-Франківської області, на захід від села Добринів.
Площа 6 га. Статус надано згідно з рішенням обласної ради від 28.12.1999 року № 237–11/99. Перебуває у віданні Добринівської сільської ради.
Статус надано з метою збереження болотно-лучного масиву в долині правої притоки річки Студений Потік. Серед трав'яного покриву трапляються рідкісні види.